# Genesis (2011)
Genesis (2011) foi um evento de wrestling profissional em formato pay-per-view produzido pela Total Nonstop Action Wrestling, ocorreu no dia 9 de janeiro de 2011 no Impact! Zone em Orlando, Florida. Esta foi a sexta edição da cronologia do Genesis. A frase do evento foi: "Kurt Angle is back... And he's bringing hell with him!"

## Antes do evento
Genesis teve lutas de wrestling profissional envolvendo diferentes lutadores com rivalidades e storylines pré-determinadas que se desenvolveram no iMPACT! — programa de televisão da Total Nonstop Action Wrestling (TNA). Os lutadores interpretaram um vilão ou um mocinho seguindo uma série de eventos para gerar tensão, culminando em uma ou várias lutas.

## Resultados
| #                              | Lutas | Estipulação                                                                           | Tempo |
| ------------------------------ | --- | ------------------------------------------------------------------------------------- | ----- |
| 1                              | Kazarian derrotou Jay Lethal (c)                                                                                      | Singles match pelo TNA X Division Championship                                        | 11:38 |
| 2                              | Madison Rayne (c) derrotou Mickie James                                                                               | Singles match pelo TNA Knockouts Championship                                         | 10:27 |
| 3                              | Beer Money, Inc. (James Storm e Robert Roode) derrotaram The Motor City Machine Guns (Alex Shelley e Chris Sabin) (c) | Tag team match pelo TNA World Tag Team Championship                                   | 17:59 |
| 4                              | Bully Ray derrotou Brother Devon por desqualificação.                                                                 | Singles match                                                                         | 08:48 |
| 5                              | Abyss derrotou Douglas Williams (c)                                                                                   | Singles match pelo TNA Television Championship                                        | 09:47 |
| 6                              | Matt Hardy derrotou Rob Van Dam                                                                                       | Singles match                                                                         | 11:54 |
| 7                              | Jeff Jarrett contra Kurt Angle acabou sem vencedor.                                                                   | MMA Exhibition match                                                                  | 04:30 |
| 8                              | Mr. Anderson derrotou Matt Morgan                                                                                     | Singles match para definir o desafiante nº um pelo TNA World Heavyweight Championship | 15:54 |
| 9                              | Mr. Anderson derrotou Jeff Hardy (c)                                                                                  | Singles match pelo TNA World Heavyweight Championship                                 | 09:05 |
| (c) - Campeões antes das lutas | |                                                                                       |       |